# Léguevin
 Léguevin  (en occitano Legavin) es una localidad y comuna de Francia, en la región de Mediodía-Pirineos, departamento de Alto Garona, en el distrito de Toulouse. Es cabeza del cantón de su nombre, aunque Plaisance-du-Touch y Pibrac tienen mayor población. Está integrada en la Communauté de communes de la Save au Touch.
Su población en el censo de 1999 era de 6.172 habitantes. Forma parte de la aglomeración urbana (agglomération urbaine) de Toulouse.

## Demografía
| 1014 | 1622 | 2091 | 2764 | 4217 | 6172 |
| Para los censos de 1962 a 1999 la población legal corresponde a la población sin duplicidades (Fuente: INSEE [Consultar]) |      |      |      |      |      |

## Monumentos

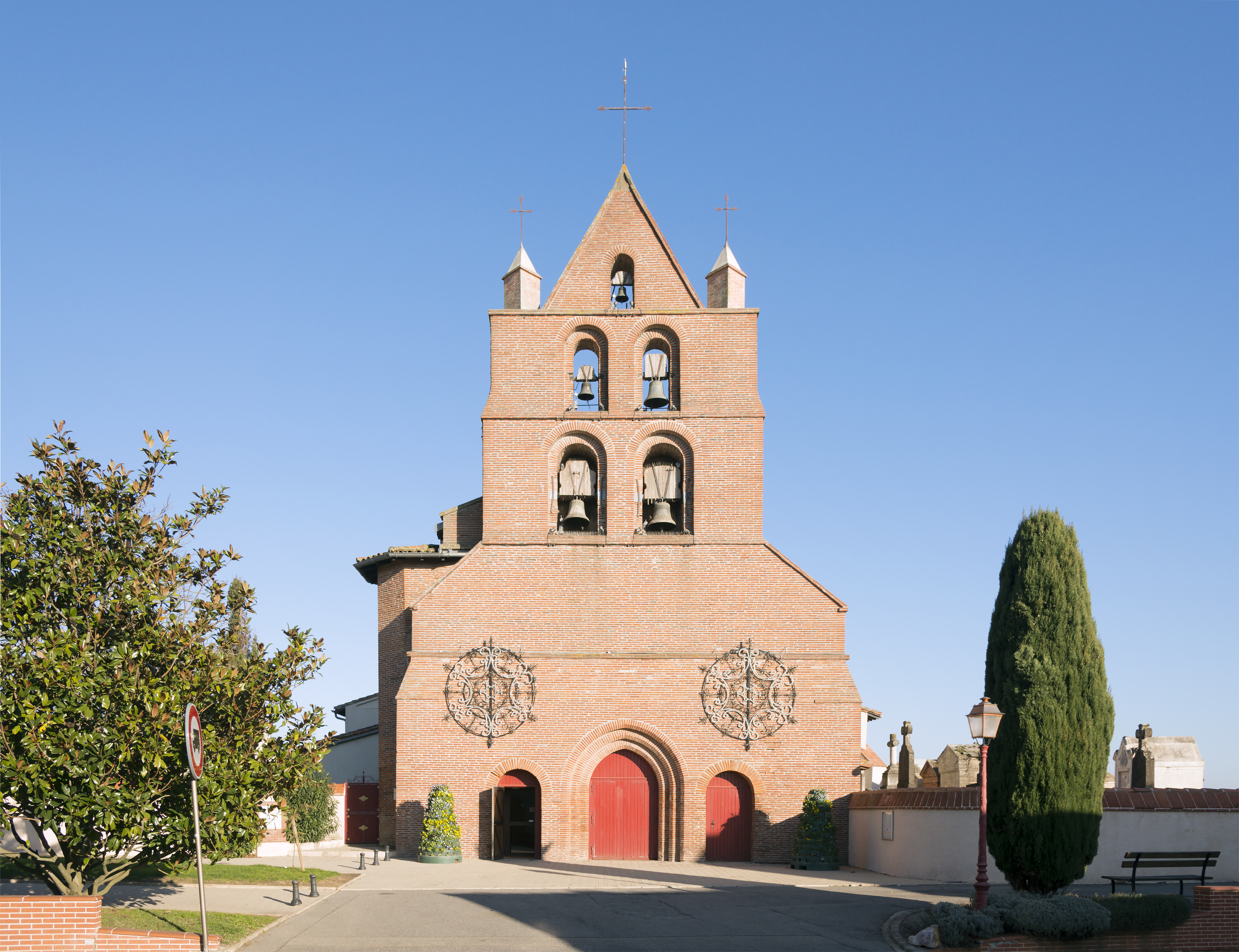
La Iglesia.
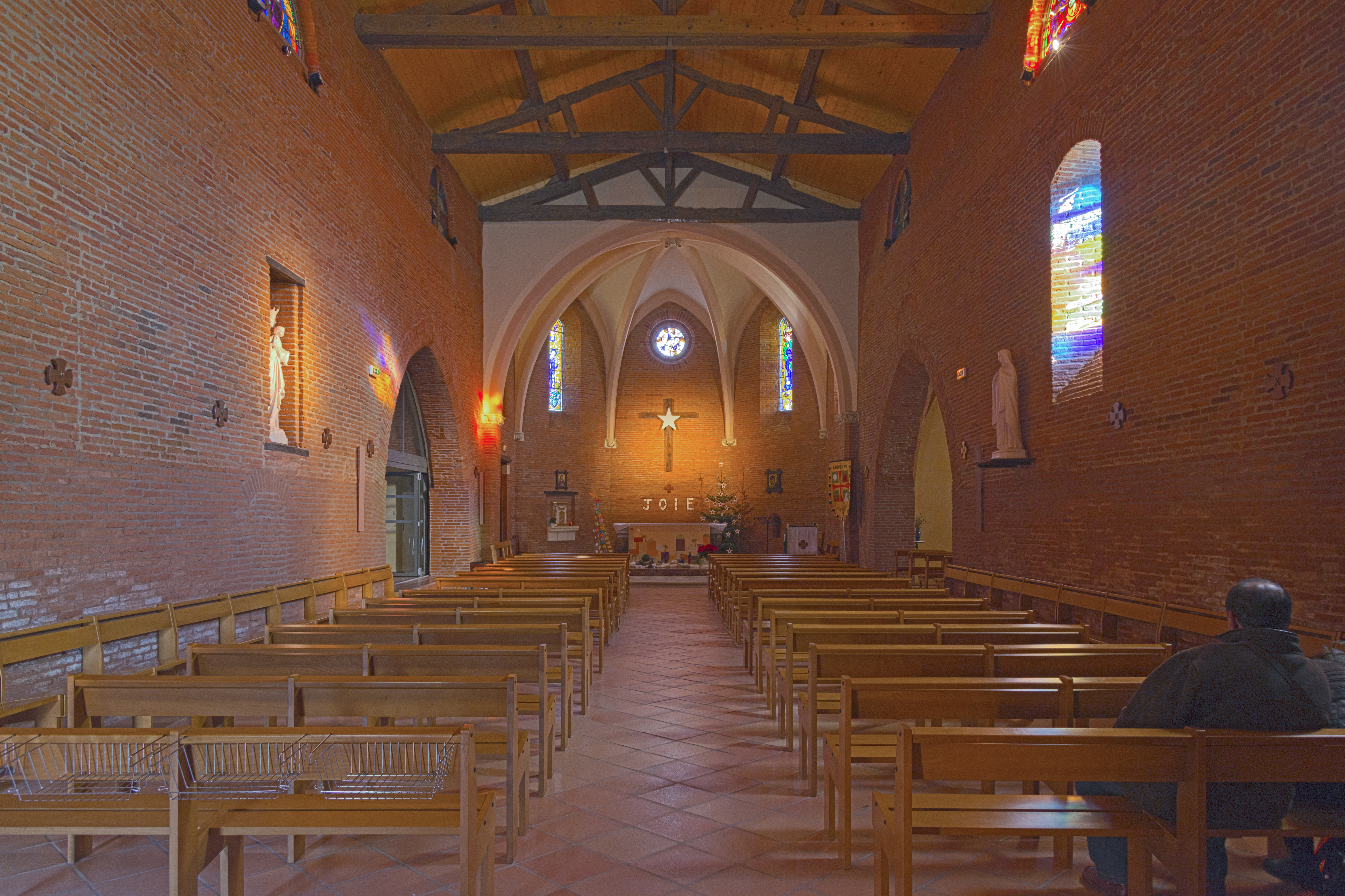
La Nave.
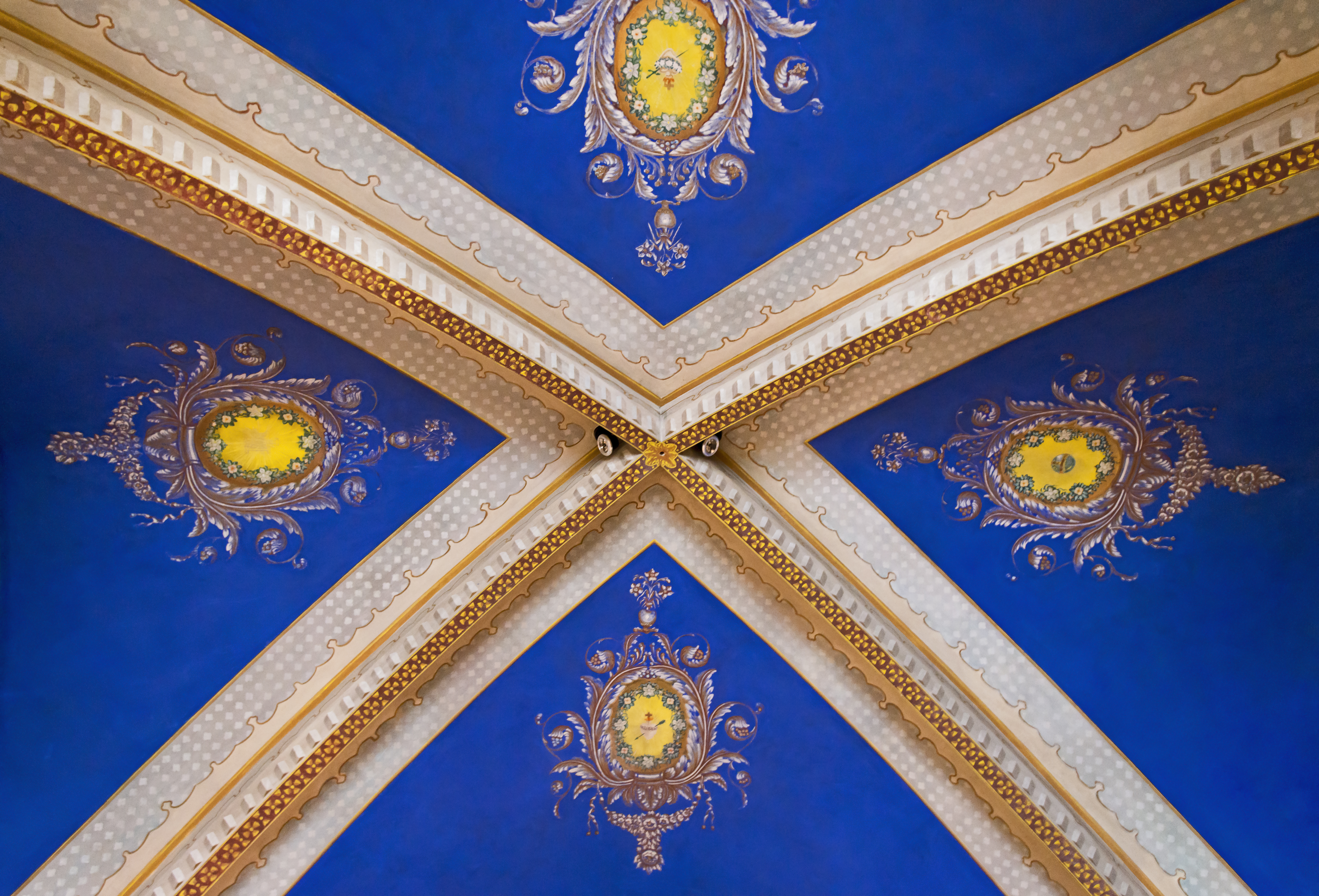
El techo de la iglesia.
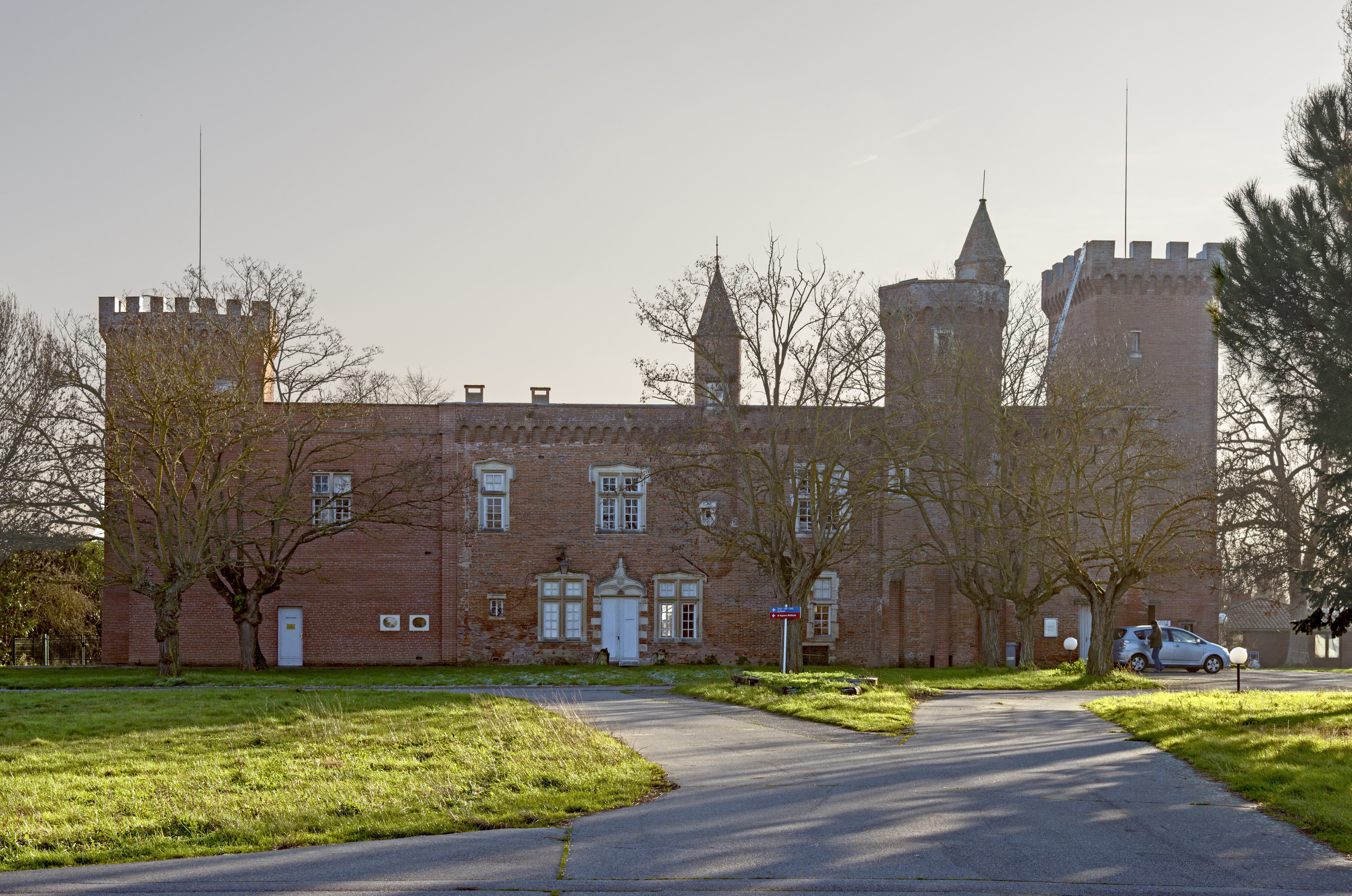
El castillo.
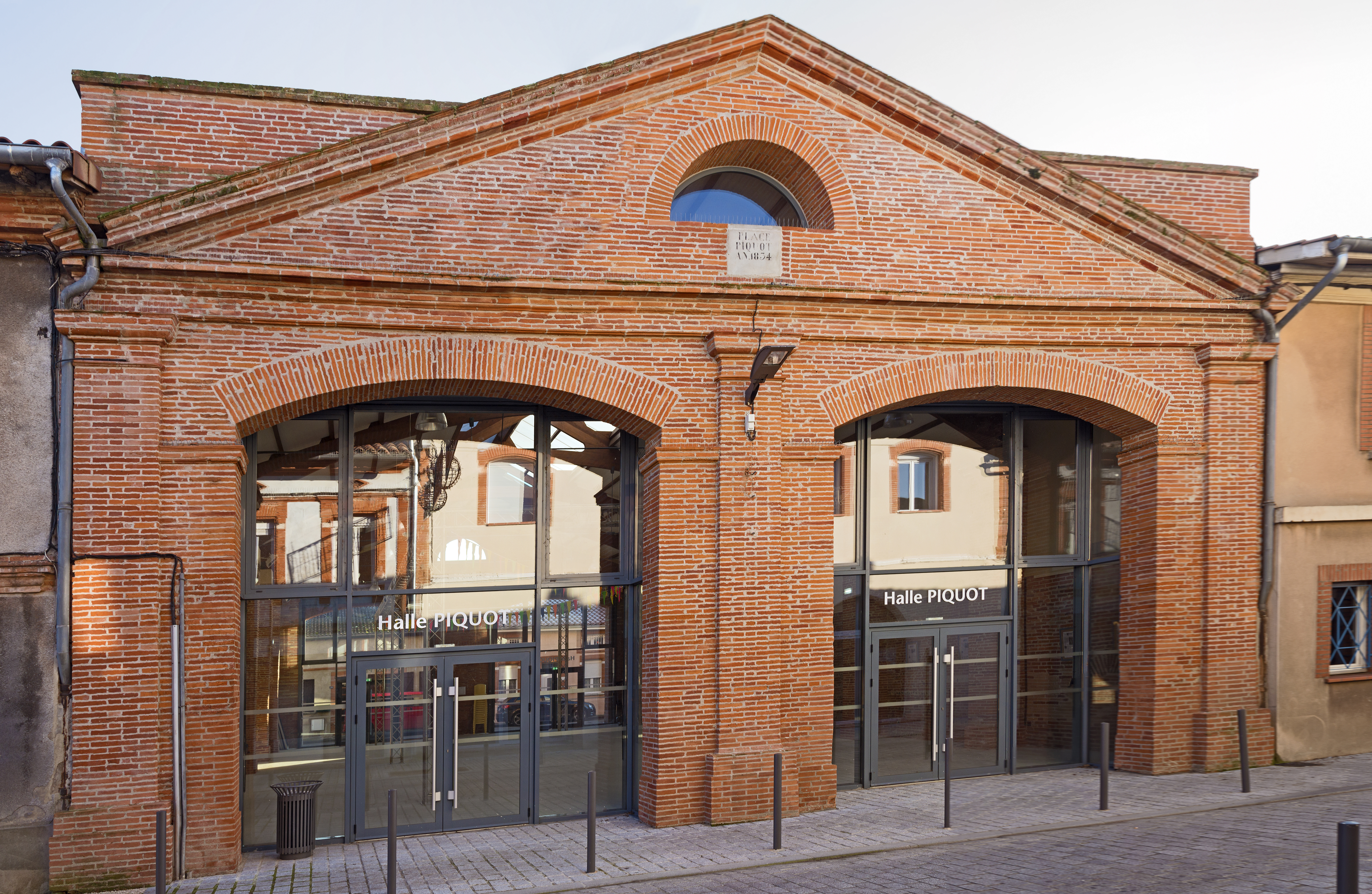
Mercado cubierto.
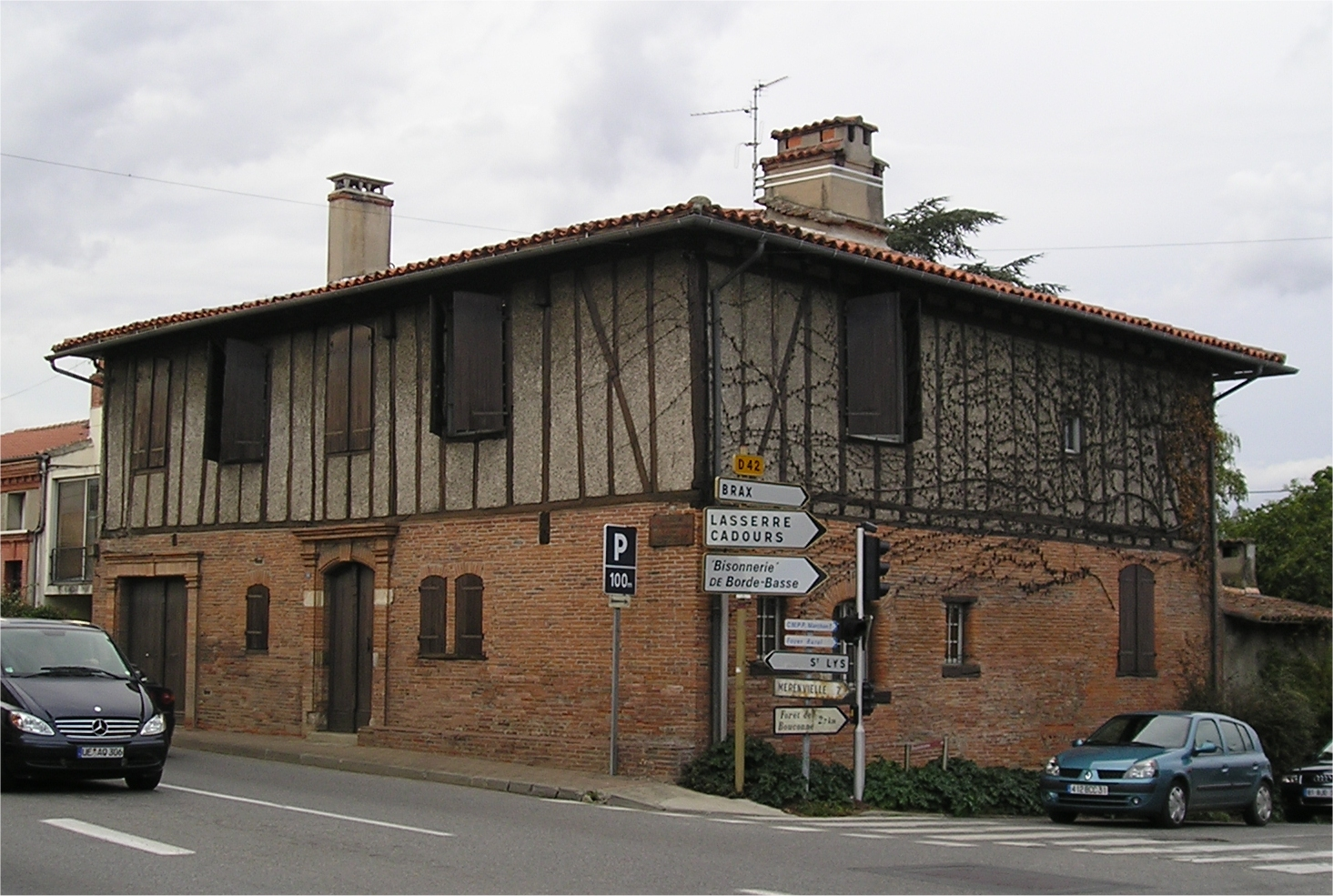
El antigua casa de postas